# Лимбах, Николас
Николас Лимбах (нем. Nicolas Limbach, р.29 декабря 1985) — немецкий фехтовальщик-саблист, двукратный чемпион мира, призёр чемпионатов Европы.

## Биография
Родился в 1985 году в Эйпене (Бельгия). Фехтованием занялся с 6 лет. В 2005 году стал чемпионом мира среди юниоров.
В 2007 году стал обладателем бронзовой медали чемпионата мира. В 2008 году стал бронзовым призёром чемпионата Европы, но на Олимпийских играх в Пекине стал лишь 9-м в личном первенстве. В 2009 году стал чемпионом мира в личном первенстве. В 2010 году завоевал серебряную медаль чемпионата мира, и серебряную и бронзовую медали чемпионата Европы. В 2011 году стал серебряным призёром чемпионатов мира и Европы. В 2012 году стал бронзовым призёром чемпионата Европы, а на Олимпийских играх в Лондоне занял 5-е места как в личном, так и в командном первенствах.
В 2014 году стал чемпионом мира в командном турнире. На чемпионате мира 2015 года стал обладателем бронзовой медали.